# Марс сървейър 2001 лендър
Марс сървейър 2001 лендър (на английски: Mars Surveyor 2001 Lander) е планиран космически апарат, разработван от НАСА, чиято мисия до Марс е отменена през май 2000 г. след провалите на Марс клаймит орбитър и Марс полър лендър в края на 1999 г. Лендърът трябвало да бъде изстрелян заедно с Марс сървейър 2001 орбитър, който е преименуван на Марс Одисей и е изстрелян самостоятелно на 24 октомври 2001 г.
Марс сървейър 2001 лендър е конструиран по договор между НАСА и корпорация Локхийд Мартин. Базовият дизайн на космическия апарат е идентичен с този на Марс полар лендър, който се е очаквало да бъде първият от евтиноструващите сонди „Марс сървейър“. Преди отменянето на мисията различни причини, като повече разходи от предвиденото и поради технически причини дизайнът на апарата е променен и предвидената голяма антена на марсохода е заменена от по-малка като на Sojourner, който беше част от мисията на Марс Патфайндър. По-късно тази антена е включена в мисията на двата марсохода от Марс експлорейшън ровър през 2004 г.
Марсоходът Опъртюнити каца на мястото предвидено по-рано за Марс сървейър 2001 лендър — Меридиани Планум.
Предвидено е било 2001 лендър да носи до Марс тестови товар, с който е трябвало да се демонстрира проидводство на кислород от марсианската атмосфера, както и да се тества технологията слънчева клетка и методи за смекчаване на ефекта от марсианския пясък върху захранващите системи.
Самият апарат е съхранен до изстрелването на Финикс и се намира в региона на Северния полюс на Марс. Финикс има на борда си три инструмента, които първоначално са предвидени за Марс сървейър 2001 лендър.